# Hệ động vật Rumani
Hệ động vật của Rumani bao gồm tất cả các loài động vật sinh sống tại đất nước Rumani và lãnh thổ ven biển của đất nước này ở Biển Đen hợp thành hệ động vật của quốc gia này. Khu hệ động vật có xương sống ở Romania có 732 loài động vật có xương sống sống, số lượng lớn nhất trong số các loài này là chim với 382 loài, tiếp theo là cá với 184. Còn lại là 110 loài trong số này là động vật có vú, có 31 loài bò sát, 20 loài lưỡng cư, trong khi chỉ có bốn loài thuộc lớp Cyclostomata của cá không hàm. Hệ động vật của Rumani là một trong những khu hệ động vật đặc trưng cho vùng sinh thái Đông Âu và hệ sinh thái lưu vực sông Danube với sự phong phú và đa dạng vốn có của mình. Hệ động vật bao gồm 33.792 loài. Trong đó: 33.085 loài động vật không xương sống, 707 động vật có xương sống, gần 400 loài động vật có vú, chim, bò sát và lưỡng cư, khoảng 50% Gấu nâu châu Âu (không kể Nga) và 20% chó sói đều tập trung tại quốc gia này.

## Tổng quan
România là quốc gia lớn nhất ở Đông Nam Âu và lớn thứ mười hai ở châu Âu. Dãy núi Karpat chiếm phần lớn phía tây của đất nước, đỉnh cao nhất là Moldoveanu (2.544 m). Khoảng 47% diện tích đất của quốc gia được bao phủ bởi các hệ sinh thái tự nhiên và bán tự nhiên, trong đó, 47% lãnh thổ của România bao gồm các hệ sinh thái tự nhiên và bán tự nhiên, gần một nửa rừng ở România (13% lãnh thổ) đã được thiết lập để bảo vệ lưu vực, România là một trong những nước có mật độ rừng lớn nhất châu Âu. Khoảng 10.000 km² (khoảng 5% tổng diện tích) là các khu bảo tồn, bao gồm 13 vườn quốc gia và ba khu dự trữ sinh quyển. Có 12 vườn quốc gia ở România và tổng cộng hơn 500 khu bảo tồn thiên nhiên. Hầu hết các khu bảo tồn nằm ở Dãy núi Karpat. Đồng bằng sông Danube được UNESCO công nhận là Di sản Thế giới và là vùng đất ngập nước lớn nhất châu Âu.
România có khí hậu ôn đới và lục địa. Dọc theo sông Danube và phía tây nam của đất nước là khí hậu lục địa ẩm ướt, tương tự xảy ra ở phía đông nam. Trên bờ biển là khí hậu ôn đới đại dương. Ở những vùng đồi núi được đặc trưng bởi khí hậu núi cao. Ở phía nam, mùa đông khá ấm hơn so với phía bắc và có những cơn mưa dữ dội hơn so với phần còn lại của đất nước, đặc biệt là vào mùa thu. Ở phía đông nam, lượng mưa thường ít hơn. Ở phía bắc của đất nước (Maramureş và Bucovina), khí hậu lạnh và ẩm hơn, với mùa đông khá lạnh. Mùa hè nói chung khá nóng - ở các vùng hạ lưu, như Bucharest, nhiệt độ không tăng lên trên 35 °C. Sông Danube là con sông quan trọng nhất ở România.

## Loài thủy sinh
Siêu lớp động vật có xương sống ở Romania đại diện cho bốn loài sống ở các dòng suối chảy xiết trên núi, đặc biệt là ở Transylvania, trong các con sông như sông Criș, sông Mureș, sông Someș và sông Vișeu. Các con sông, hồ và ao của Romania là nơi sinh sống của nhiều loài cá nước ngọt, quan trọng nhất là cá chép, cá chép Phổ, cá chub, cá hồi, cá rô, cá tráp, cá chó và cá da trơn Wels. Cá tầm Beluga là loài cá nước ngọt lớn nhất trên thế giới cũng hiện diện ở quốc gia này. Ngoài ra, sáu loài cá tầm sống ở Biển Đen, nhưng đi ngược dòng sông Danube để sinh sản, năm trong số sáu loài cá tầm Danube đang ở mức cực kỳ nguy cấp. Loài được biết đến nhiều nhất trong số sáu loài này có lẽ là cá tầm Beluga, loài cá được đánh bắt nhiều để lấy trứng cá có giá trị của con cái được gọi là trứng cá muối Beluga. Cá nước mặn Romania là một loài cá ở Biển Đen sống trong vùng lãnh hải của Romania.
Một cuộc kiểm kê đa dạng sinh học năm 2005 của vùng biển Romania đã xác định được khoảng 140 loài và phân loài cá biển. Nhiều loài trong số chúng đã được ghi nhận là trữ lượng của chúng giảm mạnh trong 50 năm qua do khai thác thương mại. Sáu loài có giá trị thương mại cao nhất hiện nay đều là cá cỡ nhỏ như cá đối đỏ, cá bống tròn, cá cơm châu Âu, cá lăng và cá chép. Theo các báo cáo gần đây, hàng chục loài cá được cho là đã tuyệt chủng ở Biển Đen đã xuất hiện trở lại trong khu vực trong vài năm gần đây, nhiều khả năng là di chuyển từ Địa Trung Hải, do chất lượng nước được cải thiện và sự tái tạo của Biển Đen. Các loài khác có thể được tìm thấy trên bờ biển Romania bao gồm hai loài cá đuối, hai loài cá mập và hàng chục loài cá thuộc nhóm Lớp Cá vây tia.

## Bò sát, lưỡng cư
Quần thể lưỡng cư của Romania bao gồm hơn một chục loài ếch và cóc, một số loài sa giông và kỳ giông lửa, trong số đó có chín loài không được tìm thấy ở bất kỳ nơi nào khác ngoài Romania. Các loài lưỡng cư phổ biến nhất là cóc thường, cóc chuông vàng, cóc xanh châu Âu và sa giông nhẵn. Có tổng cộng mười loài rắn sống ở Romania, trong đó có ba loài, loài rắn hổ mang châu Âu, rắn đồng cỏ và rắn có sừng, đều có nọc độc. Đặc biệt, loài rắn có sừng được coi là cực kỳ nguy hiểm và có thể là loài rắn độc nhất ở châu Âu. Được biết đến với chiếc "sừng" đặc trưng loài rắn mũi dài (Vipera ammodytes) là loài rắn nguy hiểm nhất ở Romania. Loài rắn hiếm nhất ở châu Âu và là loài rắn duy nhất trên lục địa này là Eryx jaculus, được cho là đã tuyệt chủng ở Romania, với mẫu vật còn sống cuối cùng được báo cáo vào năm 1937.
Bốn loài rùa xem Romania là quê hương của chúng: Rùa ao châu Âu, rùa thông thường, rùa Hermann và Rùa quản đồng. Trong những năm gần đây, một số loài độc lạ như rùa Mississippi (Graptemys pseudogeographica kohni) và thậm chí ba ba trơn Trung Quốc đã được phát hiện trong các ao và sông xung quanh Bucharest, nhưng sự hiện diện của chúng chưa được ghi nhận rộng rãi và tác động của chúng đối với môi trường vẫn chưa được hiểu rõ ràng. Hơn một chục loài thằn lằn có thể được tìm thấy ở đây, với loài phổ biến nhất là thằn lằn xanh châu Âu. Mặc dù chưa có mặt ở Romania, nhưng thằn lằn thủy tinh Pallas và tắc kè Kotschy được cho là có khả năng gia nhập danh sách các loài bò sát ở Romania trong tương lai gần, cả hai đều có mặt ở Bulgaria, gần biên giới Romania. 

## Khu hệ chim
Romania là nơi cư trú của vài chục loài chim săn mồi, bao gồm diều hâu, đại bàng, diều, chim ưng, cú và kền kền Cựu thế giới. Đại bàng vàng được coi là biểu tượng của Romania và nó xuất hiện trên quốc huy. Con kền kền râu cuối cùng ở Romania bị bắn hạ ở Sibiu vào năm 1927. Vào năm 2016, các nhà nghiên cứu đã tìm cách cung cấp bằng chứng ảnh đầu tiên về hoạt động của kền kền râu ở Romania trong gần 90 năm. Các loài chim sống dưới nước của Romania chủ yếu tập trung ở hạ lưu sông Danube, đồng bằng sông Danube và khu vực ven biển của Biển Đen. Vùng Dobruja nói chung và đồng bằng sông Danube nói riêng là điểm nóng cho các loài chim di cư làm tổ. Chúng bao gồm nhiều loài vịt, ngỗng, chim cốc, diệc, cò, chim bìm bịp, bồ nông, thiên nga và đôi khi là hồng hạc. Một số loài hải âu có thể được tìm thấy không chỉ trên bờ biển mà còn trong đất liền hàng trăm km, trở thành một loài dịch hại ở các thành phố như Bucharest và Brașov.
Chim bồ nông trắng lớn đôi khi được giới truyền thông coi là loài quốc điểu của Romania, mặc dù chưa có bất kỳ quyết định chính thức nào về vấn đề này. Trong số các loài chim nhỏ, loài có số lượng nhiều nhất ở Romania có lẽ là chim chaffin, với ước tính khoảng 5 triệu cá thể trưởng thành, tiếp theo là chim vằn, chim vàng anh, chim khổng tước, đuôi dài trắng, chim hót, chim vành khuyên lưng đỏ và một số loài loài chim sẻ. Chim bìm bịp lớn, động vật bay lớn nhất thế giới phổ biến ở Trung và Đông Nam Romania cho đến đầu thế kỷ 20, khi cải cách nông nghiệp hạn chế nghiêm trọng môi trường sống của chúng. Chúng được coi là đã tuyệt chủng ở Romania, không thấy xuất hiện trong khoảng thời gian từ năm 1981 đến năm 2002, nhưng hiện có thể được tìm thấy trong hai nhóm nhỏ, biệt lập ở Bihor và Timiș, gần biên giới với Hungary. 

## Các loài thú
Động vật có vú nhỏ: Các loài gặm nhấm chiếm một tỷ lệ lớn trong số các loài động vật có vú ở Romania, đặc biệt là ở các vùng đồng bằng trũng. Chúng bao gồm các loài chuột đồng, sóc đất, sóc đỏ, và hải ly. Các động vật có vú nhỏ phổ biến khác bao gồm chuột chù, thỏ, nhím, mèo sào và lửng. Quần thể dơi ở Romania đặc biệt phong phú với tổng số 32 loài có mặt trong cả nước. Hang Huda lui Papară ở Trascău Mointains là nơi sinh sống của đàn dơi lớn nhất được biết đến ở châu Âu, trong khi Hang Topolnița ở Mehedinți là nơi có đàn dơi móng ngựa lớn nhất trên lục địa. Một số hang động khác thể hiện sự đa dạng sinh học phi thường, có tới 20 loài dơi sống trong cùng một hệ thống hang động. Romania cũng là quê hương của loài dơi ăn đêm lớn hơn (Nyctalus lasiopterus) một loài quý hiếm, là loài dơi lớn nhất và ít được nghiên cứu nhất ở châu Âu, cũng như có lẽ bị đe dọa nhiều nhất. Nó là một loài dơi ăn thịt, ăn côn trùng và thậm chí thường xuyên săn các loài chim.
Động vật ăn cỏ và động vật ăn tạp: Các loài động vật có vú không ăn thịt lớn ở Romania bao gồm lợn rừng Carpathian, hươu sao, hươu đỏ, hươu đốm và sơn dương. Linh dương Saiga có nguy cơ tuyệt chủng từng phổ biến ở Moldavia và Đông Wallachia, nhưng đã biến mất tất cả chỉ tồn tại vào thế kỷ 18. Ngày nay, chỉ có một số mẫu vật còn tồn tại trong một khu bảo tồn tự nhiên nhỏ ở quận Botoheasternani phía đông bắc. Bò rừng châu Âu, loài động vật có vú lớn nhất ở đất liền châu Âu, đã tuyệt chủng trong khu vực vào thế kỷ 18, Tuy nhiên, vào năm 1958, Romania bắt đầu tái du nhập loài bò rừng này vào các khu bảo tồn thiên nhiên. Vào thế kỷ 21, Romania cũng bắt đầu đưa bò rừng châu Âu vào tự nhiên, quốc gia thứ 9 làm như vậy như một phần của nỗ lực toàn lục địa nhằm chứng kiến tổng số bò rừng ở châu Âu tăng từ 54 cá thể nuôi nhốt vào năm 1927 lên hơn 7000 con vào năm 2018. Vào năm 2016, có hơn 100 con bò rừng sống ở các khu vực hoang dã hoặc bán hoang dã ở các vùng khác nhau của Romania.
Romania cũng là quê hương của Ngựa Letea vùng ồng bằng sông Danube, một quần thể ngựa hoang đã sống hàng trăm năm trong và xung quanh Rừng Letea ở Đồng bằng sông Danube và có thể là quần thể ngựa hoang cuối cùng ở châu Âu. Sau khi các trang trại tập thể bị đóng cửa vào những năm 1990, quần thể được thay thế bởi những con ngựa được thả tự do và đến đầu thế kỷ 21 đã tăng lên khoảng 4000 cá thể, biến chúng thành mối đe dọa đối với hệ thực vật được bảo vệ trong khu vực. Sau sự phẫn nộ của giới truyền thông và công chúng vào năm 2011, các nhà chức trách đã quay trở lại kế hoạch giết ngựa ban đầu và quần thể hiện được kiểm soát thông qua vắc-xin ngừa thai. Các loài thú ăn thịt lớn sống ở Romania là mèo rừng châu Âu, linh miêu Á-Âu, cáo đỏ, chó rừng lông vàng, sói xám và gấu nâu. Có hơn 6000 con gấu nâu sống ở Romania, một trong những nơi tập trung đông nhất ở châu Âu. Chính phủ Romania đã công bố vì số lượng tương tác ngày càng tăng với các khu vực định cư, bao gồm một số vụ tấn công, theo quan điểm sinh thái, xã hội và kinh tế là khoảng 4000 con vào năm 2018 có kế hoạch tiêu diệt khoảng 2000 con gấu nâu.
Về động vật có vú biển: Một loài cá heo Phocoena phocoena và một số loài cá heo sống ở Biển Đen ngoài khơi Romania. Một số loài động vật có vú không phải bản địa đã được du nhập vào Romania trong thế kỷ 20. Trong số này, đáng chú ý nhất là giống gấu trúc Đông Á, lan sang châu Âu thông qua Liên Xô và được ghi nhận lần đầu tiên ở Romania vào năm 1951, giống cừu mouflon châu Âu, được du nhập bắt đầu từ năm 1966 trong các khu bảo tồn săn bắn và sau đó là ở vùng hoang dã, và chuột xạ hương Bắc Mỹ, được du nhập vào Romania một cách tình cờ, sau khi những cá thể thoát khỏi tình trạng bị giam cầm trong các trang trại ở Séc và Nga lan rộng khắp lục địa này vào khoảng giữa thế kỷ và cũng có nguy cơ trở thành vấn nạn của hệ sinh thái nơi đây do sự lây lan và sinh sôi của chúng.